# Carl Rohrbach
Carl Rohrbach (* 2. März 1861 in Gotha; † 1. September 1932 ebenda) war ein Pädagoge und Amateurastronom in Gotha.

Die „Rohrbachturm“ genannte Privatsternwarte, Zeichnung von 1904

## Leben
Rohrbach studierte an der Universität Leipzig Mathematik und Naturwissenschaften. Er erwarb die Lehrbefähigung in sieben Fächern: Mathematik, Physik, Astronomie, Geographie, Deutsch, Philosophie und Latein. Er promovierte über ein geologisches Thema.
Nach dem Studium übernahm er eine Lehrerstelle an der Arnoldischule seiner Heimatstadt. Ab 1899 führte er die damalige Realschule als Direktor und setzte sich tatkräftig für einen Schulneubau ein, der 1911 in der Eisenacher Straße bezogen werden konnte. Unter dem Direktorat Rohrbachs wurde die Arnoldischule 1916 zur Oberrealschule. Neben seiner Schularbeit schuf er Hilfsmittel für den Mathematikunterricht, betrieb die Förderung der Kunstsprache Esperanto und widmete sich besonders der Astronomie.
Rohrbach, der im Oktober 1924 aus Altersgründen aus dem Schuldienst ausschied, bemühte sich zeitlebens um die Popularisierung der Astronomie. Zusammen mit dem Astronomen Paul Harzer und dem Lehrer und Geomagnetiker Adolf Schmidt gründete er in Gotha einen Ortsverein der Vereinigung der Freunde der Astronomie und der kosmischen Physik. Rohrbach war dann auch im Vorstand dieser von Wilhelm Foerster gegründeten Vereinigung, die  1894 in Gotha ihre Zentralversammlung abhielt. Rohrbach gab Übungssternkarten und einen Bastel-Himmelsglobus heraus. Er zeichnete Sternkarten für Stielers Handatlas.
Von 1897 bis 1906 verwaltete Rohrbach die Sternwarte Gotha, da die Landesregierung zunächst keinen neuen Fachastronomen berief. Auf dem Gelände der ehemaligen Seeberg-Sternwarte ließ er 1904 an einem Instrumentenpfeiler eine Gedenktafel zum 100. Todestag des Gründers dieser Einrichtung, Herzog Ernst II. von Sachsen-Gotha-Altenburg, anbringen.

## Ehrungen
Anlässlich der Einweihung des Schulneubaus der Arnoldischule im Jahre 1911 wurde dem damaligen Direktor Rohrbach das Ritterkreuz 2. Klasse des Sachsen-Ernestinischen Hausordens verliehen. An den verdienstvollen Pädagogen erinnert heute die Rohrbachstraße in Gotha-West.

## Familie
Von seinen neun Kindern erlangte der Sohn Adolf Rohrbach (1889–1939) als Flugzeugkonstrukteur einen größeren Bekanntheitsgrad.

## Sonstiges

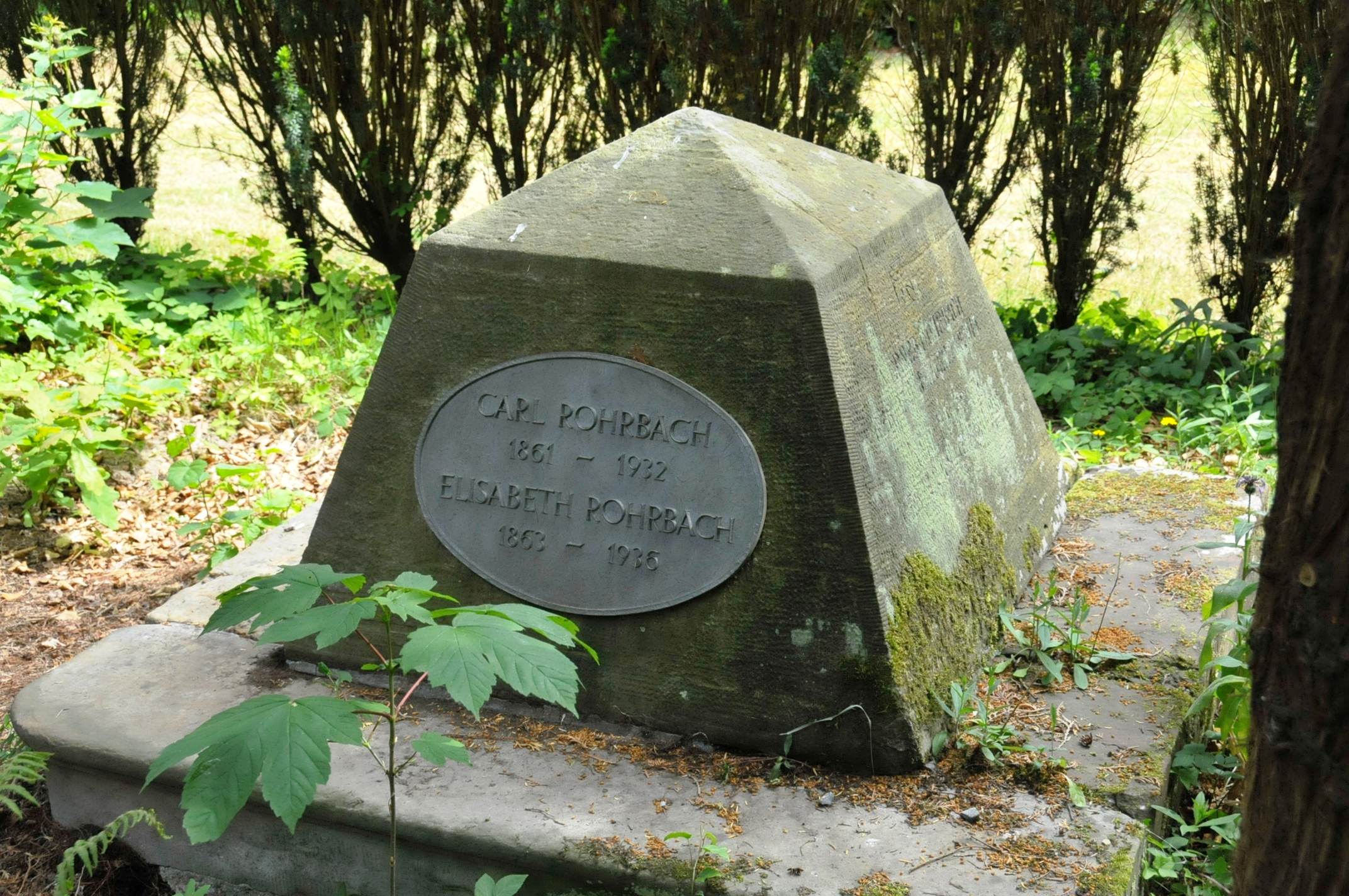
Grabstätte von Rohrbach auf dem Hauptfriedhof Gotha

1904 ließ sich Rohrbach auf seinem Grundstück am Galbergsweg eine Privatsternwarte errichten, die als Rohrbachturm bis heute die Stadtsilhouette mitbestimmt. Im Inneren des Turmes befand sich eine von der Außenhülle getrennte Säule, die ein Fernrohr mit 10 cm Öffnungsweite trug. Den Turm krönt eine von Rohrbach konstruierte Kuppel. Die gleiche drehbare Kuppel ließ er auch auf die von ihm geleitete, 1909 bis 1911 neu errichtete Arnoldischule als Schulsternwarte aufsetzen. Später bauten auch die Zeiss-Werke in Jena einen entsprechenden Kuppeltyp.
Rohrbachs Grabstätte befindet sich auf dem Hauptfriedhof Gotha (Fam.-Platz 325a).